# 김정렬 (1907년)
김정렬(金正烈, 1907년 10월 29일 ~ 1974년 2월 19일)은 대한민국의 정치인이다. 제7대 국회의원을 역임하였다. 호는 묵헌(默軒)이다.

## 1996년 송덕비
1996년 6월 10일 지인들과 인천시민들에 의해 고인이 된지 22년만에 수봉공원에 김정렬 前 경기도 인천시장의 송덕비가 세워졌다.

## 학력
- 경성 양정고등보통학교 졸업
- 경성 보성전문학교 법과 전문학사
- 대한민국 국방대학교 행정학사 8기(1962년)

## 약력
- 1945년: 서울 지방법원 판사
- 1950년: 서울 지방법원 인천지원장
- 1954년: 제2대 민선 인천시장 당선
- 1960년: 심계원(現 감사원) 차장 및 고등전형위원
- 1966년: 서울제2변호사회장
- 신민당경기제1지구당위원장
- 탄핵심판위원(신민당측)
- 인천변호사협회장
- 국제라이온즈클럽한국지부부총재

## 역대 선거 결과
| 실시년도 | 선거   | 대수 | 직책     | 선거구         | 정당   | 득표수   | 득표율          | 순위 | 당락 | 비고 |
| -------- | ------ | ---- | -------- | -------------- | ------ | -------- | --------------- | ---- | ---- | ---- |
| 1967년   | 총선   | 7대  | 국회의원 | 경기 인천시 갑 | 신민당 | 41,178표 | \| \| 46.45% \| | 1위  |      | 초선 |
|          | 46.45% |      |          |                |        |          |                 |      |      |      |